# Șuma, Sofia
Șuma (în bulgară Шума) este un sat în comuna Godeci, regiunea Sofia,  Bulgaria. 

## Demografie
Componența etnică a satului Șuma
     Bulgari (94,7%)
     Nicio identificare (5,29%)
     Altele (0%)
La recensământul din 2011, populația satului Șuma era de 189 locuitori. Din punct de vedere etnic, majoritatea locuitorilor (94,7%) erau bulgari. Pentru 5,29% din locuitori nu este cunoscută apartenența etnică.